# Coenotephria sultana
Coenotephria sultana är en fjärilsart som beskrevs av Leo Schwingenschuss 1939. Coenotephria sultana ingår i släktet Coenotephria och familjen mätare. Inga underarter finns listade i Catalogue of Life.